# コンスタル105N
105N（Konstal 105N）は、ポーランドのコンスタル（現：アルストム・コンスタル）によって製造された路面電車車両。

## 概要
ポーランドの鉄道車両メーカーであったコンスタルは、1959年から1969年までアメリカのPCCカーの技術を用いた路面電車車両である13Nの量産を行い、それ以降は1967年から1970年まで二車体連接車の102N、1973年から1974年にかけてはその改良型である102Naの製造が行われていた。だが、これらの連接車に不具合が多発した事から、以降の新型車両については13N同様1両での運転が可能な単車に戻った。そして、試作車である103Nや104Nの試験結果を受けて開発されたのが105Nである。
電装機器は13Nで用いられたPCCカーを基にしたものをそのまま継続して採用し、車体構造も13Nと同様の片運転台・片扉である。一方で車体の形状は13Nの流線形から角形の軽量車体へと大幅に変更され、各部の窓の大きさも拡大した。運転台側の窓下や扉の上部にも小窓が設置されており、その外見から「アクアリウム（akwarium）」の愛称で呼ばれている。扉の数も片側4箇所に増加し、車体の中央に連続して扉を2個設置することで車体の強度を増加させている。また、ブレーキには電磁ドラムブレーキを用いている。
形式名の「105N」は、「標準軌（1）用の5世代目（05）標準型路面電車（N）」と言う意味である。

### 車種
- 105N - 標準軌（1,435mm）向けの標準モデル。
- 805N - メーターゲージ（1,000mm）向けの車両。形式名の「8」は「狭軌」を示す。試作車は105NWと言う形式名だった。
- 105Na・805Na - 105N・805Nの改良型。
- 106N - 制御装置をサイリスタ制御に変更。1977年、1985年、1987年に計5両が製造されたが2004年までに105Naに改造された[4]。

## 運用
1973年から生産が始まり、1979年までに105Nが980両、105NWが4両、805Nが25両製造され、ワルシャワ、クラクフ、ポズナン、ウッチなどポーランド各都市の路面電車に導入された。その後の増備は電装機器や車体の改良を行った105Na・805Naへと移行し、105N・805Nもこれらの形式に合わせた車体・機器へと更新が進んだ他、105Na・805Naに施された近代化改造を同様に受けた車両も多く、原形を残す車両は少数を残すのみとなっている。

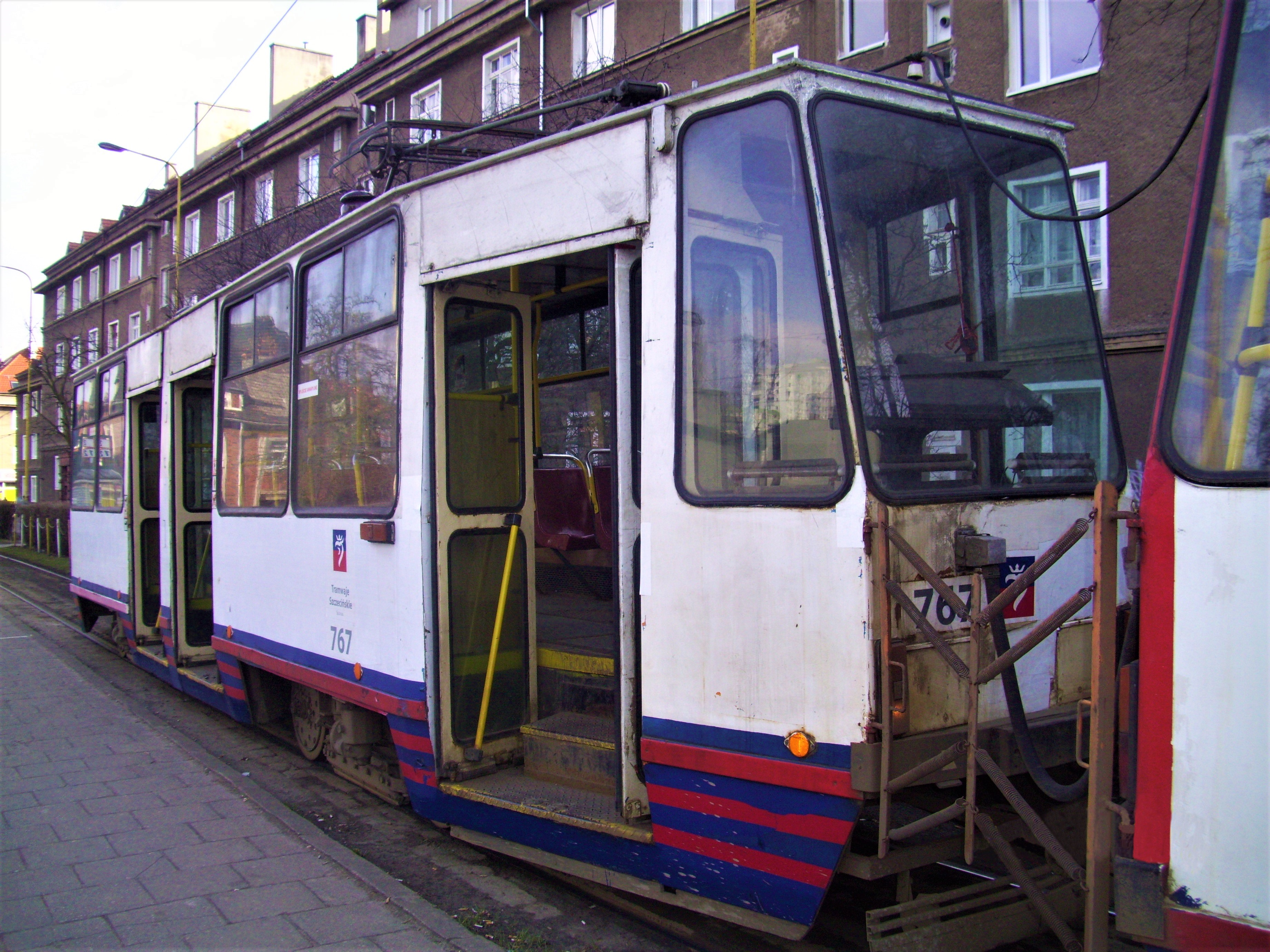
105Naと同等の車体へ改造された105N
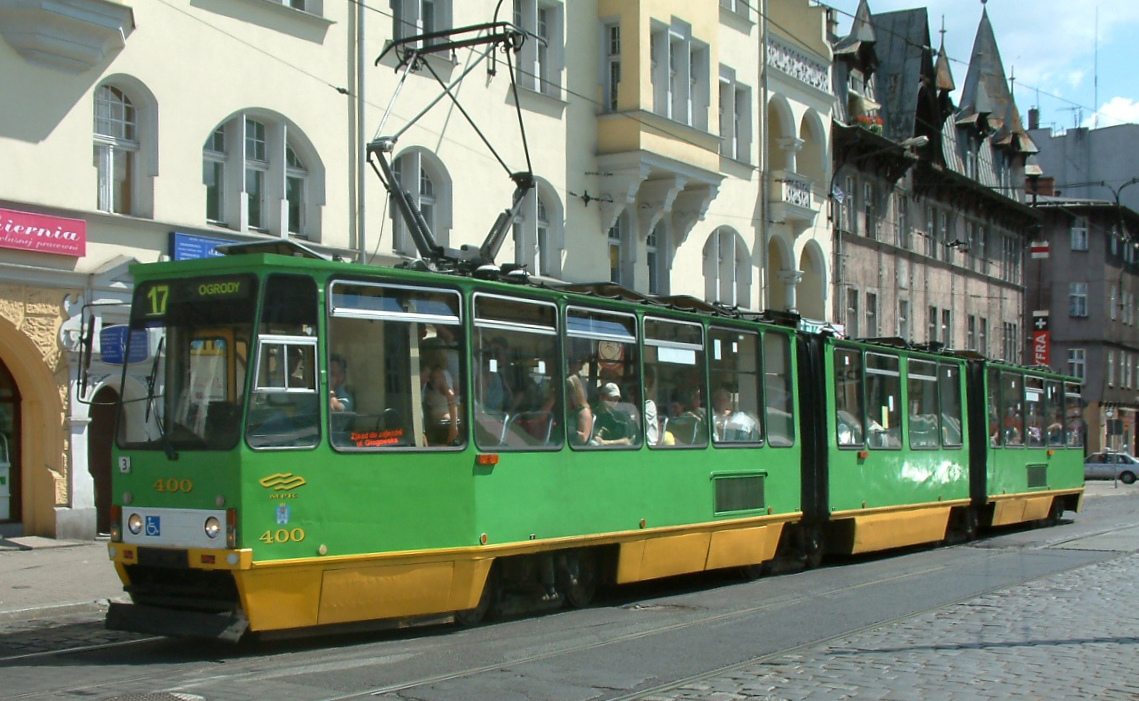
中間に低床車体を挿入し3車体連接車へと改造された105N（HCP 115N）